# Liste der Naturdenkmale im Gutsbezirk Münsingen
| Naturdenkmale | Anzahl |
| ------------- | ------ |
| FND           | 2      |
| END           | 0      |
| Gesamt        | 2      |

Die Liste der Naturdenkmale in Gutsbezirk Münsingen nennt die verordneten Naturdenkmale (ND) des im baden-württembergischen Landkreis Reutlingen liegendem Gutsbezirk Münsingen. Im Gutsbezirk Münsingen gibt es insgesamt 2 als Naturdenkmal geschützte Objekte, beide sind flächenhafte Naturdenkmale (FND) und keines ist ein Einzelgebilde-Naturdenkmal (END).
Stand: 31. Oktober 2016.

## Flächenhafte Naturdenkmale (FND)
| Name                       | Bild | Kennung     | Einzelheiten                     | Position | Fläche Hektar | Datum         |
| -------------------------- | ---- | ----------- | -------------------------------- | -------- | ------------- | ------------- |
| Fuchsfels (Kesselbergfels) | BW   | 84150780058 | Bad Urach, Gutsbezirk Münsingen  | ⊙        | 1,7           | 10. Feb. 1992 |
| Rappenfels                 | BW   | 84150880019 | Gutsbezirk Münsingen, Römerstein | ⊙        | 0,5           | 10. Feb. 1992 |
| Legende für Naturdenkmal   |      |             |                                  |          |               |               |